# Crocallis
Genre
Crocallis est un genre de lépidoptères (papillons) de la famille des Geometridae et de la sous-famille des Ennominae.

## Liste d'espèces
Selon Fauna Europaea (22 janvier 2022) :
- Crocallis albarracina Wehrli, 1940
- Crocallis auberti Oberthür, 1883
- Crocallis bacalladoi Pinker, 1978
- Crocallis boisduvaliaria (H. Lucas, 1849)
- Crocallis cypriaca Fischer, 2003
- Crocallis dardoinaria Donzel, 1840
- Crocallis elinguaria (Linnaeus, 1758) - crocalle de la mancienne
- Crocallis helenaria Ruckdeschel, 2006
- Crocallis matillae Pinker, 1974
- Crocallis tusciaria (Borkhausen, 1793)